# C13H8O5
化学式C13H8O5（摩尔质量：244.20 g/mol）可能指：
- 尿石素C（3,8,9-三羟基菲内酯），CAS号：165393-06-6
- 尿石素M7（3,8,10-三羟基菲内酯），CAS号：531512-26-2

|  | 这个同类索引页列出了具有相同分子式的化学物（即同分異構體）条目。 除非您是有意链接至本页，否则应将相应条目的内部链接指向正确的条目。 |